# アンドレ＝ジョゼフ・アラール
アンドレ＝ジョゼフ・アラール（André-Joseph Allar、1845年8月22日 - 1926年4月11日） はフランスの彫刻家である。

## 略歴
南フランスの軍港の街、トゥーロンで生まれた。父親はトゥーロンの工廠で働いていた。13歳まで印刷所で働いた後、トゥーロンで絵や彫刻を学び、マルセイユで建築家として働いていた兄のもとに移り、マルセイユの美術学校でも学んだ。さらにパリに移り、エコール・デ・ボザールに入学し、アントワーヌ・ローラン・ダンタン(Antoine Laurent Dantan: 1798-1878)やピエール＝ジュール・カヴァリエの工房で学んだ。1869年に彫刻の部門でローマ賞を受賞し、イタリアに留学した。
マルセイユやトゥーロンなどで多くの作品を制作した。
1896年にレジオンドヌール勲章（オフィシエ）を受勲した。1905年に芸術アカデミーの会員に選ばれた。彼は80歳でトゥーロンで亡くなった。

## 作品

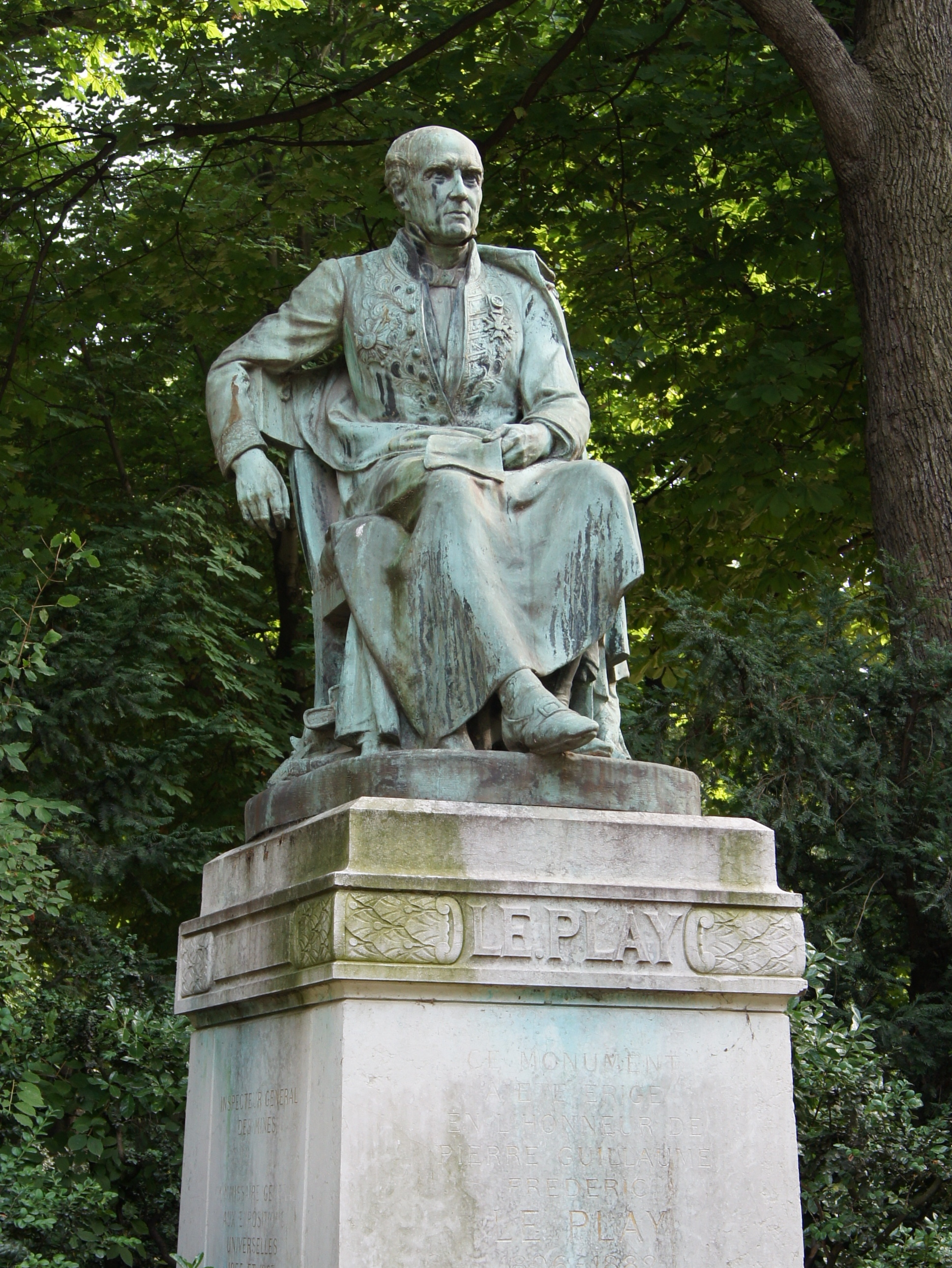
リュクサンブール公園のフレデリック・ル・プレーの像
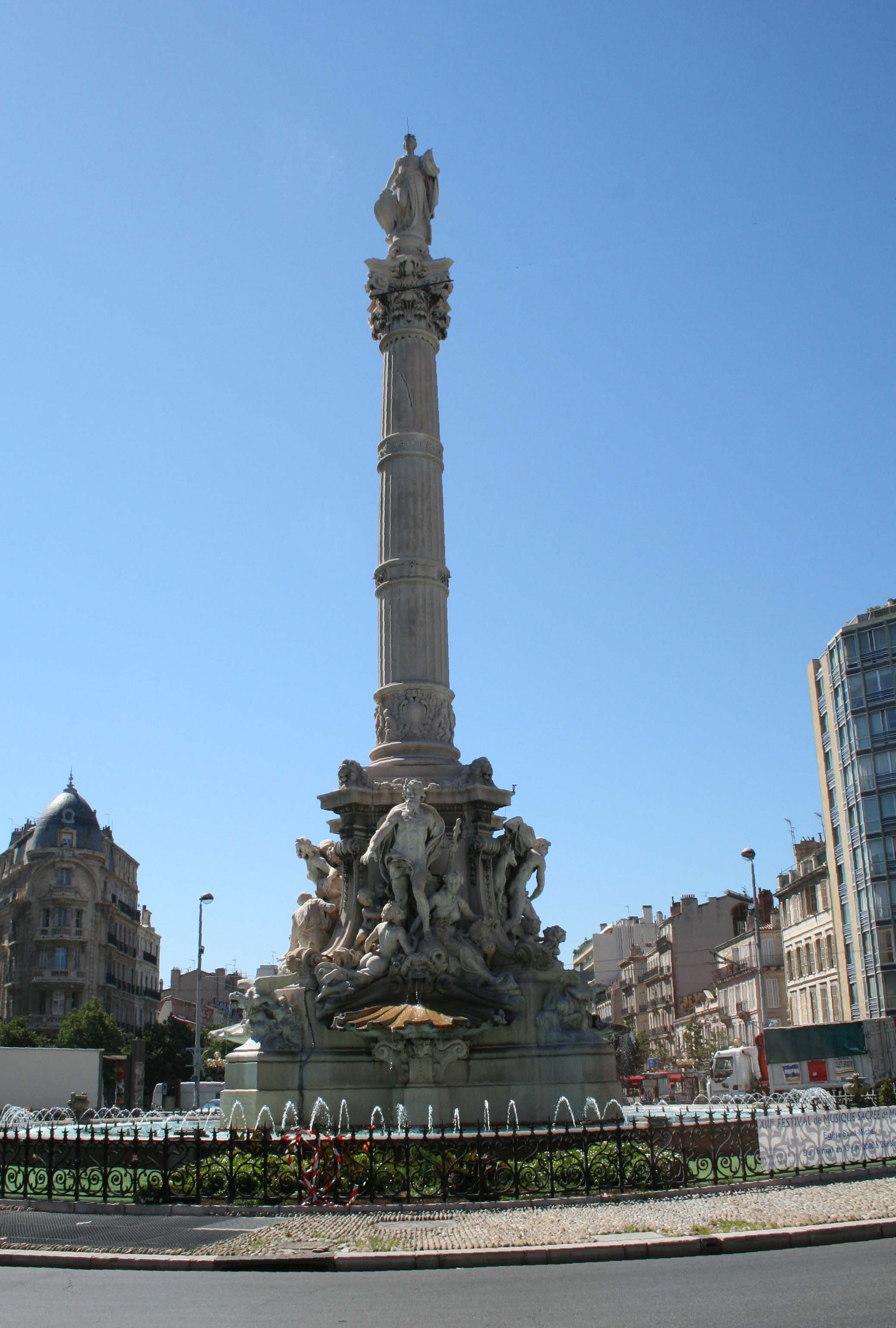
マルセイユのカステラーヌ広場のモニュメント
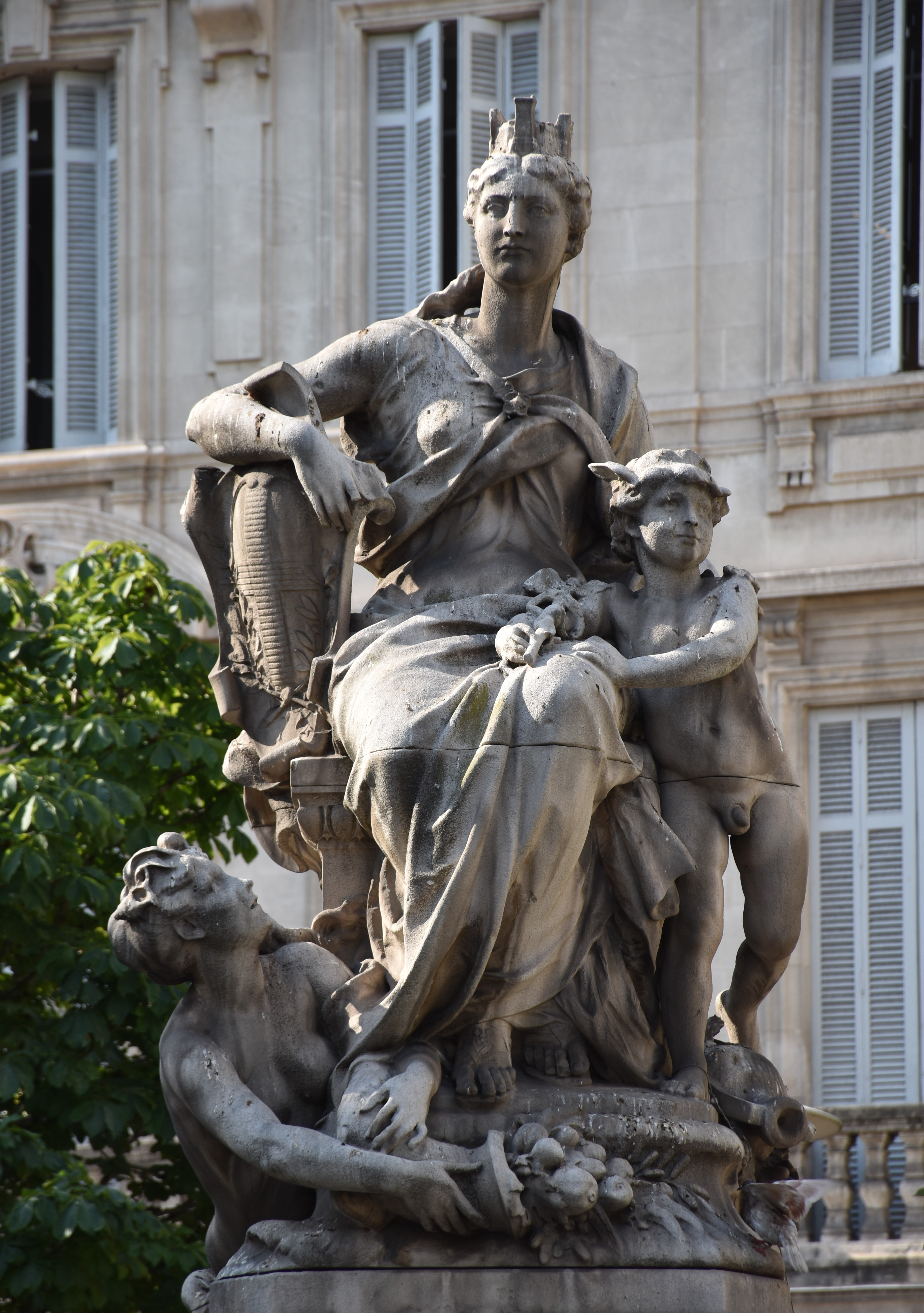
エストランジャン噴水の像
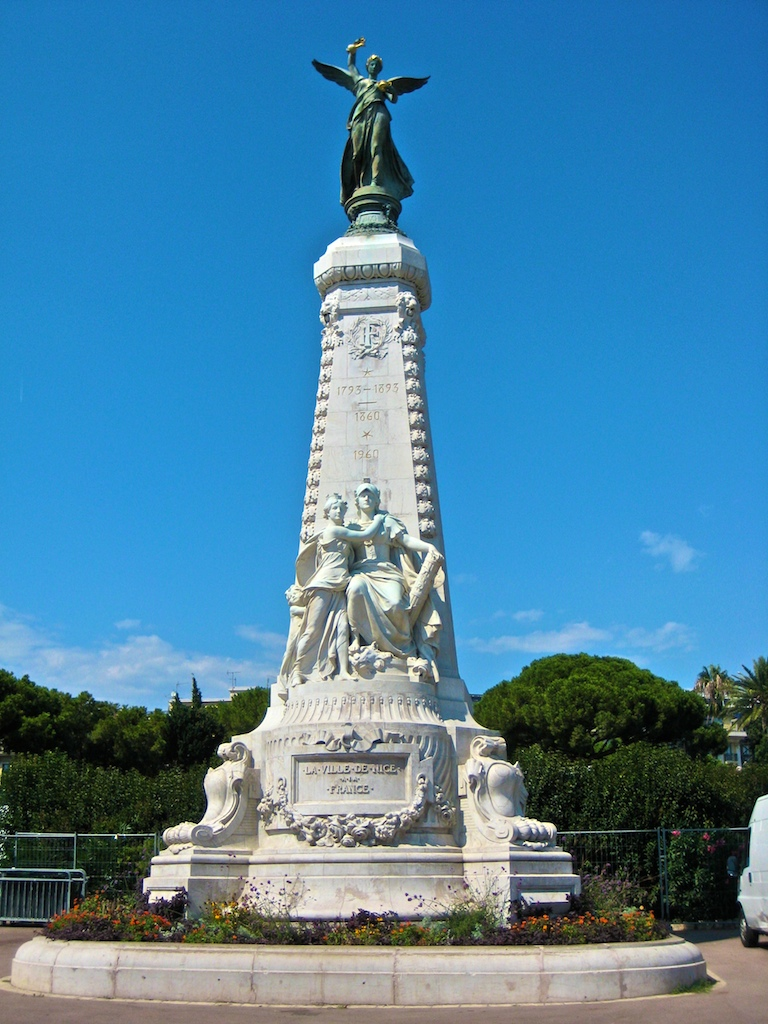
ニースのニカイアの像